# 窑湾镇
窑湾镇，是中华人民共和国江苏省徐州市新沂市下辖的一个乡镇级行政单位。濒临京杭大运河。

## 行政区划
窑湾镇下辖以下地区：
窑湾社区、三桥村、五墩村、刘宅村、杨场村、胜利村、臧许村、万庄村、于头村、桑庄村、陆口村、土楼村、王沃村、庄场村、王场村、沂运村、王楼村、曹窑村、许楼村、官场村、庄林村和腰庄村。